# RDF Schema
RDF Schema ou RDFS (acronyme de Resource Description Framework Schema) est un langage extensible de représentation des connaissances. Il appartient à la famille des langages du Web sémantique publiés par le W3C. RDFS fournit des éléments de base pour la définition d'ontologies ou vocabulaires destinés à structurer des ressources RDF, ces derniers pouvant être stockés dans des bases de données appelées triplestores et manipulés à l'aide des requêtes en langage SPARQL.
La première version de RDFS a été proposée en mars 1999 pour être publiée en tant que recommandation par le W3C le 10 février 2004. Les composants principaux de RDFS sont intégrés dans un langage d'ontologie plus expressif, OWL.

## Principales caractéristiques de RDFS

### Classes et sous-classes
- rdfs:Class permet de déclarer une ressource RDF comme une classe pour d'autres ressources.

Un exemple simple de rdfs:Class est foaf:Person dans le vocabulaire FOAF. Une instance de la classe foaf:Person est une ressource liée à la classe en utilisant un prédicat rdf:type.
L'expression formelle suivante en RDFS traduit la phrase en langage naturel : 'Jean est une personne'.
ex:Jean rdf:type foaf:Person
La définition de rdfs:Class est récursive. rdfs:Class est la classe de toutes les classes.
- rdfs:subClassOf permet de définir des hiérarchies de classes.

Par exemple, 'Toute personne est un Agent':
foaf:Person rdfs:subClassOf foaf:Agent

### Propriétés
RDFS précise la notion de propriété définie par RDF en permettant de donner un type ou une classe au sujet et à l'objet des triplets. Pour cela, RDFS ajoute les notions de « domain », correspondant au domaine de définition d'une fonction en anglais, et « range », son ensemble d'arrivée :
- rdfs:domain définit la classe des sujets liée à une propriété.

(P rdfs:domain C indique que les ressources relatives au sujet d'un triplet dont le prédicat est P sont des instances de la classe C)
- rdfs:range définit la classe ou le type de données des valeurs de la propriété.

(P rdfs:range C indique que les ressources relatives à l'objet d'un triplet dont le prédicat est P sont des instances de la classe C)
Par exemple, on pourra exprimer que la propriété « travailledans » relie un sujet qui est une personne à un objet qui est une organisation.
ex:travailledans rdfs:domain foaf:Person
ex:travailledans rdfs:range foaf:Organization

À partir des déclarations précédentes, la déclaration suivante implique nécessairement que ex:Jean est une instance de foaf:Person, et ex:Societe_X une instance de foaf:Organization
ex:Jean	ex:travailledans ex:Societe_X
Les hiérarchies de classes prennent en charge l'héritage des « domain » et « range » des propriétés.

## Système d'implication RDFS
RDFS fournit des éléments de base pour structurer des ressources RDF. Le graphe ainsi obtenu est considéré comme étant un graphe bien formé si le système d'implication (décrit dans RDFS, OWL, etc.) est respecté.
Par exemple, on peut décrire les phrases 'Le chien1 est un animal','le chat1 est un chat', 'les zoos hébergent des animaux' et 'Le zoo1 héberge le chat2' :
```
ex:dog1		rdf:type		ex:animal
ex:cat1		rdf:type		ex:cat
zoo:host	rdfs:range		ex:animal
ex:zoo1		zoo:host		ex:cat2

```

Mais ce graphe n'est pas bien formé car le système ne peut pas deviner qu'un chat est un animal. Il faut donc rajouter 'Les chats sont des animaux':
```
ex:cat		rdfs:subClassOf		ex:animal

```

Voici l'exemple correct :
| En clair | Le graphe RDF           |
| --- | ----------------------- |
| - Le chien1 est un animal - Le chat1 est un chat - Les chats sont des animaux - Les zoos hébergent uniquement des animaux - Le zoo1 héberge le chat2 | Regime entailment basic |
| En RDF/turtle |                         |
| @prefix rdf: <http://www.w3.org/1999/02/22-rdf-syntax-ns#> . @prefix rdfs: <http://www.w3.org/2000/01/rdf-schema#> . @prefix ex: <http://example.org/> . @prefix zoo: <http://example.org/zoo/> . ex:dog1 rdf:type ex:animal. ex:cat1 rdf:type ex:cat. ex:cat rdfs:subClassOf ex:animal. zoo:host rdfs:range ex:animal. ex:zoo1 zoo:host ex:cat2. |                         |

Si votre triplestore (ou base de données RDF) implémente le système d'implication de RDF et RDFS, la requête SPARQL suivante (le mot clé a est équivalent à rdf:type en SPARQL) :
```
PREFIX
 
ex
:
 
<
http
:
//
example
.
org
/>

SELECT
 
?
animal

WHERE

  
{
 
?
animal
 
a
 
ex
:
animal
 
.
 
}

```

Donnera le résultat suivant avec cat2 car la type ex:cat hérite du type ex:animal :
| animal                    |
| ------------------------- |
| <http://example.org/dog1> |
| <http://example.org/cat1> |
| <http://example.org/cat2> |